# 中村健二 (バーテンダー)
中村 健二（なかむら けんじ、1936年 - ）は、日本のバーテンダー。日本バーテンダー協会連合会理事長、銀座社交料飲協会理事長などを歴任した。日本バーテンダー協会連合会名誉会員（相談役）。オーナーバンテンダーであるカクテルバー「絵里香」は「銀座でも指折りのカクテルバー」と称される。

## 人物
「日本を代表する名バーテンダー」として知られる。
ウイスキーメーカーに所属するブレンダーが中村にアドバイスを求めにくることもあるが、中村は自身はブレンダーが作りたい味わいと客が望む味わいとの価値観の差を埋める「つなぎ役」と称する。
長年、風邪を引いていないが、秘訣は毎夜に飲むホットウイスキー（ウイスキーのダブル量を同量のお湯で割り、グラニュー糖少々）だという、

## 略歴
1936年、奈良県に産まれる。
1968年、銀座にバー「絵里香」を開業する。絵里香（エリカ）はスコッチ・ウイスキーを醸造するのに欠かせないピート（泥炭）の材料であるヒース（エリカ属）から。
国際バーテンダー協会主催ワールドカクテルコンベンションでは審査委員を務める。

## 賞歴
- 1980年 第1回サントリー・トロピカル・カクテル・コンクール - 優勝[1][3]
- 1981年 第2回サントリー・トロピカル・カクテル・コンクール - 優勝[1][3]
- 2016年 国際アンジェロ・ゾラ賞（国際バーテンダー協会に多大な貢献をし、傑出した人間的魅力を持ったバーテンダーに贈られる極めて特別な賞）[4]

## 創作カクテルの例
トロピカルビューティ80
第1回サントリー・トロピカルカクテル・コンテスト優勝作品。
ラム酒、パイナップルジュース、ホワイトキュラソー、カンパリ。
マルルー
第2回サントリー・トロピカルカクテル・コンテスト優勝作品。タヒチ語で「ありがとう」の意。
ウオッカ、メロン・リキュール、パイナップルジュース、ココナッツミルク。

## 著作
- カクテルポケット図鑑: スタンダードからオリジナル・カクテルまで気分に合わせて選べる・作れる魅力の391種 1996年、オリジン社（主婦の友社）
- カクテルの贈り物: 季節を彩るカクテル・コレクションbest-112 1996年、オリジン社、ISBN 4-07-220530-3
- カクテル400: スタンダードからオリジナルまで 2003年、主婦の友社、ISBN 4-07-238351-1
- カクテル: プロが選んだ人気のオリジナルから定番まで 2005年、主婦の友社、ISBN 4-07-247427-4
- 世界一のカクテル 2010年、主婦の友社、ISBN 978-4072743935